# RK Osijek
RK Osijek je hrvatski rukometni klub iz Osijeka osnovan 1993. godine. Klub je u sezoni 2021./22. osvojio 1. mjesto u 1. HRL Sjever te se od sezone 2022./23. natječe u Paket24 Premijer ligi. Domaće utakmice igra u Športskoj dvorani Zrinjevac.

## Povijest kluba
Rukometni klub Osijek je nastao 1993. godine na ideju Mate Grgića - Ake i Mihajla Abramovića - Miška koji su spojili dva osječka kluba - Metalac OLT i Elektru. Upravo je Abramović bio prvi trener novoosnovanog kluba, a temelj momčadi bili su Osječani i Slavonci.  
U nadolazećoj sezoni klub je krenuo s natjecanjem u 1. B HRL Sjever koju odmah i osvaja, pa osigurava plasman u tadašnju 1. A HRL. U godinama nakon osnivanja klub je nekoliko puta mijenjao ime pa je tako nastupao kao Osijek 93 i Osijek 2000.
Početak sljedećeg stoljeća donosi nove uspjehe za osječki klub. U sezoni 2001./02. momčad na čelu s trenerom Ivanom Duvnjakom ulazi u Prvu hrvatsku rukometnu ligu, tada najviši rang natjecanja, čime grad Osijek konačno dobiva i rukometnog prvoligaša. Dobitnom kombinacijom pokazao se spoj iskusnih igrača poput Hrvoja Privšeka, Daga Kovačevića, Mladena Rajkovića i mladih talenata poput Damira Bičanića, Kreše Tomasa, Vedrana Abramovića i ostalih.
Uskoro se u Osijek vraća i poznati Domagoj Kuže, a klub tih sezona ulazi u sam vrh hrvatskog rukometa. U sezoni 2003./04. klub ponovno mijenja ime te zbog sponzorskih razloga djeluje kao Osijek Elektromodul. Sljedeće sezone Osječani osvajaju drugo mjesto u Hrvatskom kupu nakon što su u finalu poraženi od RK Zagreba. Najveći pak uspjeh osječkog rukometa dolazi malo kasnije, u sezoni 2006./07. kada se osvaja drugo mjesto u prvenstvu, odmah iza neprikosnovenog Zagreba. Rukometaši Osijeka tada su, jedini od svih klubova koji su se natjecali u 1. HRL, uspjeli poraziti RK Zagreb u gostima na njihovom parketu. Tih sezona Osijek je bio dio hrvatske rukometne elite, a kako je igrao i u EHF-ovim klupskim natjecanjima, uživao je slavu jednog od ponajboljih hrvatskim rukometnih klubova.
Od natjecateljske godine 2007./08. klub opet mijenja ime i vraća ono RK Osijek. Kako je vrijeme odmicalo, Osijek je tonuo u sve dublje financijske probleme, a 2010. godine osvaja tada posljednje, 16. mjesto te ispada iz Premijer lige (do 2009. je to bila 1. HRL, a onda je došlo do reorganizacije natjecanja). Rukometaši Osijeka tako su se našli u Prvoj hrvatskoj ligi, no zbog reorganizacije ona je tada zapravo predstavljala drugi rang hrvatskog rukometa. U prvoj sezoni u takvom sustavu natjecanja osvajaju solidno 5. mjesto, a od onda su bili redoviti sudionici 1. HRL, odnosno sadašnje 1. HRL Sjever.

## Restrukturiranje kluba
Početkom 2021. godine dolazi do velikih promjena u upravljačkim strukturama kluba. Izabrano je novo vodstvo na čelu s predsjednikom Krešom Tomasom, dugogodišnjim rukometašem Osijeka iz vremena najuspješnijeg razdoblja osječkog rukometa. Za dopredsjednike kluba su pak izabrani Andrej Beck, nekoć istaknuti sportaš borilačkih vještina, a danas vlasnik centra za kondicijsku pripremu te Ivan Kos koji ima dobru sportsku pozadinu budući da je bio predsjednik HNK Hajduka, ali i angažiran u nekoliko osječkih sportskih klubova.
Nova uprava predstavila je i novu misiju kluba stavivši naglasak na borbu za ulazak u Premijer ligu, najveći rang hrvatskog rukometa, te nadogradnju rukometne akademije. Imajući na umu potencijal trenutnog kadra, kao želju su istaknuli stvaranje rukometnog kluba koji će težiti vrhunskim rezultatima te Osijeku kao gradu nogometa, veslanja, streljaštva i ostalog, vratiti i rukomet. 
Dag Kovačević ostao je trener prve momčadi, a njegov stručni stožer čine Damir Eklić, Antonio Anić i Damir Bičanić. Kapetan seniorske momčadi je lijevi vanjski Matej Zrno, dijete kluba budući da je u Osijeku još od 2005. godine.
Pojačani nekolicinom igrača iz Premijer lige, rukometaši Osijeka su u sezoni 2021./22. ponijeli titulu prvaka kao najučinkovitija momčad Prve hrvatske rukometne lige – Sjever i ostvarili plasman u Paket24 Premijer ligu.

## Paket24 Premijer liga
Osiguravanjem najvišeg ranga hrvatskog rukometa, došlo je do nekih promjena u klubu. Novim trenerom imenovan je Damir Eklić, dotadašnji pomoćnik Dagu Kovačeviću. Eklićev stručni stožer čine Dag Kovačević, Vedran Abramović i Antonio Anić. 
U svojoj prvoj sezoni u Paket24 Premijer ligi nakon 12 godina, osječki prvotimci igrali su u Ligi B sa Zagrebom, Sesvetama, Porečom, KTC-om, Trogirom, Bjelovarom i Moslavinom. Nakon 14 odigranih kola zauzeli su šesto mjesto, pa su drugi dio sezone igrali Ligu za ostanak.

Osječani su naposljetku završili na trećem mjestu Lige za ostanak, što je deveto mjesto u ukupnom poretku od 16 klubova. Nakon izazovnih mjeseci i uspješnog ostanka, krenule su pripreme za drugu uzastopnu sezonu u Premijer ligi. Ovaj put također s novim trenerom Franom Verajom, nekadašnjim igračem kluba i bivšim reprezentativcem mlađih uzrasta Hrvatske. [nedostaje izvor]

## Simboli kluba
U skladu s reorganizacijom kluba i novom stranicom osječkog rukometa, došlo je i do promjene vizualnog identiteta kluba. Novi identitet kluba inspiriran je osječkom Tvrđom te naglašava lokalpatriotizam, a tematskim bojama predstavljene su bijela, plava i crna.

### Slogan
Restrukturiranje kluba započeto 2021. godine zahtijevalo je već spomenuto predstavljanje novog vizualnog identiteta kluba, ali i marketinško pozicioniranje. U skladu s time kreiran je slogan: Izaberi rukomet. Izaberi Osijek koji, strateški odabran, predstavlja nastojanje Kluba da rukomet vrati budućim generacijama, ali i Gradu. Slogan zapravo poziva djecu i mlade da u gradu sporta izaberu rukomet, a ističe i pripadnost gradu Osijeku.

### Grb
Novi grb kluba inspiraciju pronalazi u osječkoj Tvrđi. Smatra se kako je Tvrđa imala ključan utjecaj na ukupan razvoj i izgled Osijeka te kako je udarila temelje grada kakvog se danas poznaje. Novi oblik grb RK Osijek tako predstavlja slavni Bastion, a unutar takve strukture nalazi se OS u prepoznatljivoj bijelo-plavoj.

### Dresovi
Uoči sezone 2021./2022. predstavljeni su i novi dresovi koje će nositi rukometaši Osijeka. Dresovi su tvrtke Jako, poznatog njemačkog proizvođača opreme, čije je tehničko sponzorstvo vidljivo i na prednjoj desnoj strani dresa. S lijeve strane, na srcu, novi je grb Osijeka. Domaća je garnitura bijelo plave boje, a gostujuća je pak u crno-bijeloj kombinaciji.

## Rukometna akademija
Osim ulaska u Premijer ligu, želja Kluba je popularizirati rukomet među mladim osječkim generacijama. U skladu s time, u sklopu Akademije nekoliko je kategorija: U-17, U-15, U-13 i U-11, a za djecu školske dobi do 11 godina organizirana je škola rukometa. U suradnji sa Zagrebačkom bankom, Osijek je početkom sezone 2021./2022. krenuo u projekt koji obuhvaća organizaciju školske lige i sportskih kampova te suradnju s drugim sportskim klubovima i specijaliziranim ustanovama.

## Najveći uspjesi kluba
1. HRL – Sjever:
- 1. mjesto – 2021./22.

Rukometno Prvenstvo RH:
- doprvak – 2006./07.

Hrvatski rukometni kup:
- finalist – 2004./05.

## Poznati bivši igrači RK Osjeka
- Damir Bičanić
- Vjenceslav Somić
- Zdenko Kordi
- Domagoj Kuže
- Ivan Pongračić
- Frano Veraja
- Vedran Abramović
- Alen Kasak
- Ratko Vujović
- Novica Rudović
- Josip Pažin
- Emil Bećar
- Josip Somić
- Matija Gubica
- Boris Milošević

## Poznati treneri RK Osijeka
- Ante Kostelić
- Ivan Duvnjak
- Silvio Ivandija

## Unutarnje poveznice
- RK Elektra Osijek

## Vanjske poveznice
- Službene stranice  Arhivirana inačica izvorne stranice od 30. srpnja 2021. (Wayback Machine) (hrv.)